# Mateo Orduña Castellano
Mateo Orduña Castellano (Mina Concepción, municipio de Almonaster la Real, provincia de Huelva, 5 de julio de 1915-Coca de la Piñera, 16 de septiembre de 1989) fue un pintor español.

## Biografía
Nació en el seno de una familia modesta y se trasladó a la capital para estudiar en su Academia de Bellas Artes. Finalizada la Guerra Civil, comenzó a dedicarse plenamente a la pintura. Discípulo de José Fernández Alvarado, optó primero por el realismo, si bien viró después hacia el impresionismo.
Expuso a lo largo de toda la geografía española y viajó también por Europa y América.
Falleció en 1989, a los 74 años de edad.